# Chi Lôi khoai
Chi Lôi khoai (danh pháp khoa học: Gymnocladus) là một chi thuộc phân họ Vang (Caesalpinioideae) của họ Đậu (Fabaceae), có quan hệ họ hàng gần với các loài bồ kết (Gleditsia spp.). Danh pháp này có nguồn gốc từ tiếng Hy Lạp γυμνός: "trần trụi" và κλαδί: "cành", và có nghĩa là các cành to mập không có cành nhỏ.

## Đặc điểm
Các loài trong chi này là các dạng cây thân gỗ từ nhỡ tới lớn, có thể cao từ 10 tới 30 m, đường kính thân cây đạt 0,6 tới 0,9 m. Tán lá có đường kính tới 8 m. Thân cây thường chia thành 3 đến bốn nhánh ở độ cao 3–5 m. Các cành to, mập, nhiều ruột. Rễ chùm. Vỏ cây màu xám tro, dễ bóc. Các lá kép hai lần chẵn, mọc so le và các lá chét cấp 2 (khoảng 10 tới 14) mọc đối. Các lá chét cấp 1 phía dưới suy giảm thành các lá nhỏ. Kích thước lá: dài khoảng 60–90 cm và rộng khoảng hai phần ba chiều dài. Cuống lá và cuống của các lá chét hình trụ thon, phình to ở phần gốc, nhẵn khi trưởng thành, màu lục nhạt, thường tía ở mặt trên. Các lá chét hình trứng, kích thước dài tới 5–6 cm, hình nêm hoặc thuôn tròn không đều ở gốc, mép lá hơi gợn, nhọn đỉnh. Khi mới xuất hiện từ chồi có màu hồng hay đỏ tươi, nhanh chóng chuyển sang màu xanh đồng, nhẵn và bóng ở mặt trên.

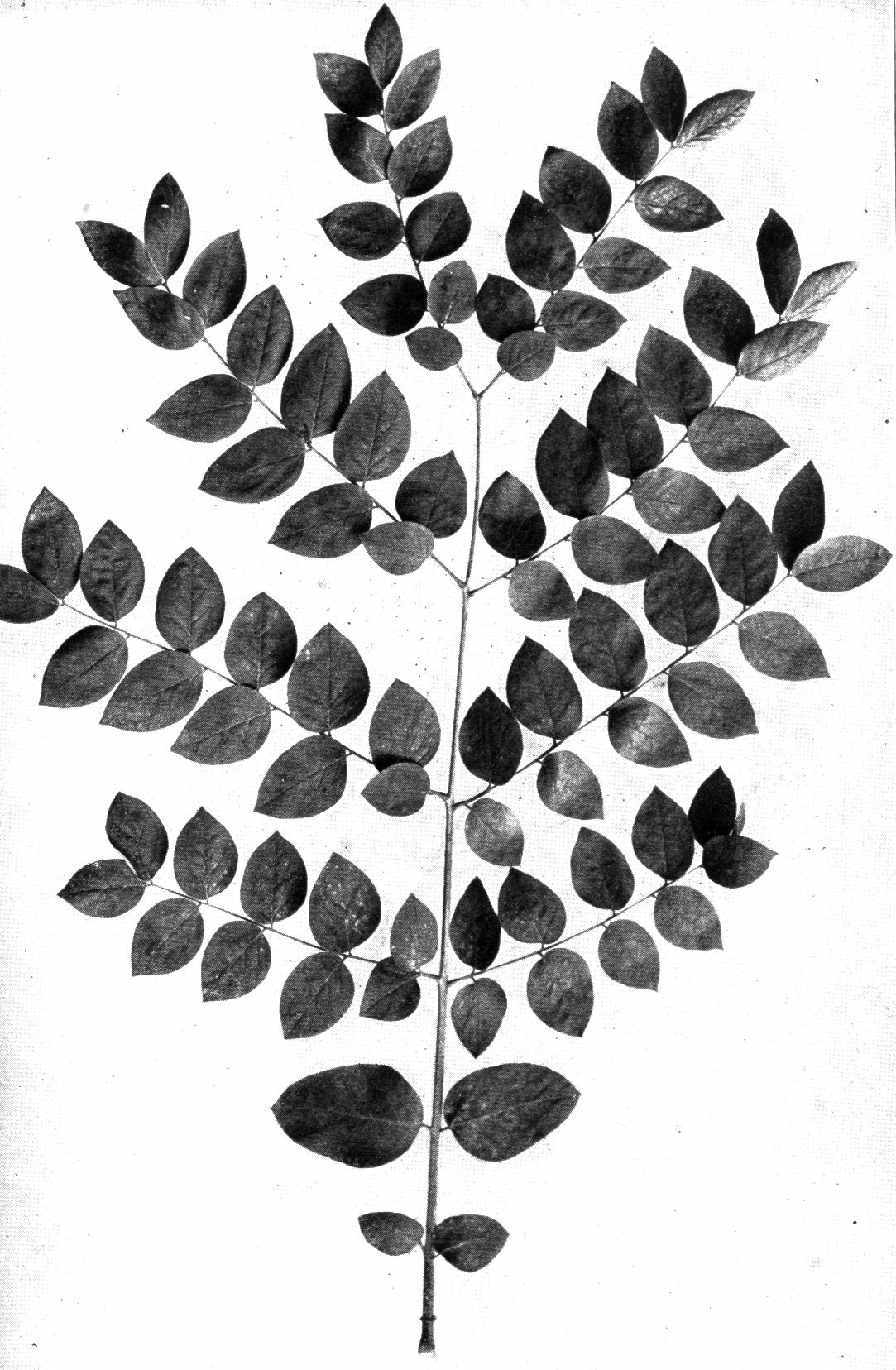
Lá của cây cà phê Kentucky

Khi phát triển đầy đủ có màu xanh lục sẫm ở mặt trên, lục nhạt ở mặt dưới. Về mùa thu chuyển sang màu vàng. Hoa ra vào mùa hè, đơn tính khác gốc, mọc ở đầu cành, màu trắng ánh xanh lục. Đài hoa hình ống, có lông tơ, 10 gân, 5 thùy. Các thùy mở bằng mảnh vỏ trong chồi. Tràng hoa với 5 cánh hoa thuôn dài, có lông tơ, lợp khi ở trong chồi. Các hoa đực mọc thành ngù ngắn giống như chùm hoa, dài 8–10 cm, các hoa cái mọc thành chùm dài 25–30 cm. Nhị hoa 10, với 5 nhị dài và 5 nhị ngắn, bao phấn màu vàng cam, hướng trong. Bầu nhụy thượng, không cuống, có lông tơ, co lại thành vòi nhụy ngắn với 2 thùy đầu nhụy. Các lá noãn mọc thành 2 hàng. Quả dạng quả đậu, dài 15–25 cm, rộng 3–5 cm, hơi cong, mép dày, màu nâu ánh đỏ sẫm, hơi có phấn ở vỏ quả, chứa 6-9 hạt, được bao bọc trong lớp cùi thịt dày có vị ngọt. Cuống dài 2–5 cm.

## Các loài
IPNI liệt kê 7 loài như sau:
- Gymnocladus angustifolius (Gagnepain) J.E.Vidal, 1980, Đông Dương. Loài này có tên gọi địa phương trong tiếng Việt là lôi khoai hay lim xanh, lá thắm. Tại Việt Nam, được cho là sinh trưởng tại khu vực Vườn quốc gia Bạch Mã, Thừa Thiên-Huế.
- Gymnocladus arabicus Lam., 1785
- Gymnocladus assamicus Kanjilal ex P.C.Kanjilal, 1934, Assam, Ấn Độ
- Gymnocladus burmanicus C.E.Parkinson, 1928, Tenasserim, Myanma
- Gymnocladus chinensis Baill., 1875, Trung Quốc, tên tiếng Trung là 肥皂荚 (phì tạo giáp), nghĩa là cây có quả làm xà phòng
- Gymnocladus dioicus (L.) K.Koch, 1869, đồng nghĩa Gymnocladus canadensis Lam., 1785. Phân bố: Bắc Mỹ. Tên tiếng Anh của nó là Kentucky coffeetree, nghĩa là cây cà phê Kentucky, do có thời kỳ người ta đã dùng hạt của nó để thay thế cho cà phê thật sự, tuy nhiên, do có chứa độc tố[1], không nên dùng với số lượng lớn.
- Gymnocladus guangxiensis P.C.Huang & Q.W.Yao, 1980, Trung Quốc

Tuy nhiên, nhiều tài liệu chỉ đề cập tới 3 loài là G. dioicus, G. burmanicus và G. chinensis. Trong IPNI cũng nhắc tới danh pháp Gymnocladus williamsii Hance, 1884 như là từ đồng nghĩa của Gledits(ch)ia sinensis tức cây tạo giáp hay bồ kết Hoa Nam.